# De forenede Bryggerier
De forenede Bryggerier (DfB) var et aktieselskab dannet på initiativ af C.F. Tietgen i 1891. Selskabet bestod af 11 mindre københavnske bryggerier med en blandet produktion af hvidtøl og lagerøl.
Bryggerisammenslutningen var et resultat af konkurencesituationen på det københavnske ølmarked i 1880'erne. Det dominerende bryggeri på markedet, Gamle Carlsberg, øgede sine markedsandele fra 1882, hvilket skabte en usund konkurrence blandt de mindre bryggerier. Der blev givet gaver, rabatter, lån for at fastholde kunder, dette pressede bryggerierne økonomisk. På initiativ af Philip W. Heyman fra Tuborgs Fabrikker blev der forsøgt at danne et priskartel af de københavnske bryggerier i 1881, og J.C. Jacobsen fra Gl. Carlsberg forsøgte med dannelse af en bryggeriforening, men ingen af initiativerne lykkedes. Ved udsigten til indførslen af ølskatten i 1891 ændrede situationen sig, for nu fik C.F. Tietgen overbevist de mindre bryggerier om fornuften i en sammenlægning. Sammenslutningen bestod af:
- Bryggeriet Alliance
- Bryggeriet Frederiksberg
- Kastrup Bryggeri
- Kongens Bryghus
- Marstrands Bryggerier (Aldersro og Vodroffsvej)
- Ny Bryghus
- Bryggeriet Rabeshave
- Bryggeriet i Rahbeks Allé
- Bryggeriet Ravnsborg
- Bryggeriet Svanholm
- Tvedes Bryggeri

Ved Sammenslutningen var aktiekapitalen 6 mio. kr. med C.F. Tietgen som bestyrelsesformand. Selskabet stod svagt på lagerølsmarkedet, men havde dominerende indflydelse på hvidtølsmarkedet, der havde en langt større betydning på daværende tidspunkt. Hvidtøl indtoges ofte sammen med brændevin, der var langt større end i dag på dette tidspunkt, ligeledes passede hvidtøl godt sammen med traditionel dansk bondekost med masser af sul. I 1893 udgjorde det samlede salg 324.000 tønder.

## Tuborgs indtræden i DfB
C.F. Tietgen var samtidig bestyrelsesformand for Tuborgs Fabrikker (Tuborg). I 1891 havde der været forhandlinger med Tuborg om deltagelse i sammenslutningen, men DfB følte sig ikke tilstrækkeligt velkonsolideret til dette, men i 1894 fusionerede Tuborg med DfB. Igen skyldtes initiativet C.F. Tietgen baggrunden var ønsket om en større styrke i forhold til Gamle Carlsberg og Ny Carlsberg, så der kunne skabes ensartede regler for salg og kreditter. En salgsaftale imellem DfB og de to Carlsberg bryggerier blev også indgået i 1895. Aftalen indbefattede: aftale om salgsandele, forbud mod lån, kaution, gaver og dusører til kunder og at de to Carlsberg bryggerier ikke begyndte at brygge hvidtøl.

## Bryggeriet Trekronerindgår i selskabet1899
Trekroner blev anlagt som hvidtølsbryggeri i Valby i 1898 af et nystiftet aktieselskab. Bryggeriet var anlagt på forventning om, at Gl. Carlsberg ville støtte bryggeriet og henvise kunder, nu Carlsberg selv var bundet af aftalen fra 1895 om ikke at brygge hvidtøl. Da der samtidig blev arbejdet med en prisoverenskomst imellem alle bryggerier i København, stod det klart, at Carlsberg ikke ville give den forventede støtte, og da man næppe kunne klare sig alene indgik bryggeriet i DFB i 1899. En egentlig brygning kom aldrig i gang på Trekroner.

## Direktørskiftet 1899 og aftalen af1903
William Haurowitz var adm. direktør for selskabet fra 1891. I 1899 henvendte samtlige ledende funktionærer sig til bestyrelsen,de ville opsige deres stillinger, da de ikke havde tillid til den administrerende direktørs ledelse. Det førte til William Haurowitz afgang og en rekonstruktion af ledelsen. Benny Dessau, Tuborgs bryggeribestyrer blev selskabets nye direktør. En større rationalisering, sammenlægning og frasalg fulgte herefter. Ligeledes blev antallet af produkter forenklet. i 1903 indgik DFB og Carlsberg en samarbejdsaftale, der betød, man var to selvstændige virksomheder, men samarbejdende. I praksis indgik man i hinandens investeringer, delte overskuddet og Carlsberg måtte stadig ikke optage hvidtølsproduktion. I aftalen var indskrevet en mulighed for fusion indtil år 2000. Dette skabte ro på det meget konkurrenceprægede marked. I 1924 havde DFB 3 produktionssteder. Brygningen blev videreført på de bryggerier, der var mest hensigtsmæssige til forsat drift med hensyn til bygninger, produktionsanlæg, areal og beliggenhed. Det drejede sig om: 
Kongens Bryghus Rahbeks alle: Med hvidtølsproduktion, malteri og senere most-produktion.
Kongens Bryghus Vodroffsvej: Med Kroneøl, en alkoholsvag pilsner under skattegrænsen og senere produktion af hjælpemidler til andre industrier baseret på restproduktion ved ølbrygning.
Tuborgs Fabrikker (kaldet Tuborgs Bryggerier fra 1935): Der bryggede bayersk øl, producerede sodavand og fremstillede Vitamon, det var bouillonprodukter til husholdningsbrug og tørgær til industrien. 
Selskabets hovedsæde lå fra 1925 på Vester Boulevard 22 (kaldet H.C. Andersens Boulevard fra 1955) i det tidligere Kunstindustrimuseum. 

## DfB 1964-1987
I 1963-64 opførtes en ny administrationsbygning på Tuborg ved arkitekt Preben Hansen, og hovedsædet på H.C. Andersens Boulevard blev overflyttet hertil. Det gamle hovedsæde solgtes siden til Tivoli. I 1968 var efterspørgslen på hvidtøl så lav, at brygningen på Vodroffsvej og Rahbeks Allé overførtes til Tuborg. Produktion af hvidtøl udgjorde nu 7% af det samlede salg mod 55% i år 1900.
I 1970 blev det på en ekstraordinær generalforsamling besluttet af fusionere med Carlsberg Bryggerierne, som 1903-aftalen lagde op til. Fusionen havde virkning fra regnskabsårets start 1. oktober 1969. Begrundelsen var Danmarks snarlige indtræden i Fællesmarkedet og dermed øget konkurrence, men en lige så vægtig grund var forholdet i indtjeningen imellem Carlsberg og DFB, hvor DFB var den underlegne. Myndighederne kunne heller ikke i længden acceptere aftalen, der gav skævvridninger i forhold til prisforhøjelser. Der blev ansøgt ud fra de to selskabers samlede omkostninger og ikke efter det mest effektive, nemlig Carlsberg. Selskabets nye navn blev: Carlsberg Bryggerierne og Tuborg Bryggerierne, De forenede Bryggerier A/S, men allerede året efter blev man enige om, at det var lovligt tungt. Navnet blev ændret til De Forenede Bryggerier A/S. I 1987 var det slut med navnet De forenede Bryggerier, på generalforsamlingen i december blev man enige om at ændre navnet til Carlsberg A/S, da dette navn var bedre kendt internationalt. United Breweries kunne ikke bruges i længden, da der fandtes andre bryggerier med lignende navn.